# سيدني هيكوكس
سيدني هيكوكس (بالإنجليزية: Sidney Hickox)‏ هو مصور سينمائي أمريكي، ولد في 15 يوليو 1895 في نيويورك في الولايات المتحدة، وتوفي في 16 مايو 1982 في مقاطعة لوس أنجلوس في الولايات المتحدة.

## وصلات خارجية
- سيدني هيكوكس على موقع IMDb (الإنجليزية)
- سيدني هيكوكس على موقع ألو سيني (الفرنسية)
- سيدني هيكوكس على موقع أول موفي (الإنجليزية)
- سيدني هيكوكس على موقع قاعدة بيانات الأفلام السويدية (السويدية)
- سيدني هيكوكس على موقع قاعدة بيانات الفيلم (الإنجليزية)
- سيدني هيكوكس على موقع كينوبويسك (الروسية)